# Erwin Riegel
 Erwin Riegel (* 29. Januar 1922 in Lübeck; † 12. April 1982 in Bad Harzburg) war ein deutscher Journalist und Politiker (SPD).

## Leben
Riegel besuchte eine Mittelschule und die Abendschule. Von 1939 bis 1942 war er in der Industrie tätig. Von 1939 bis 1942 war er während des Zweiten Weltkriegs Soldat, anschließend arbeitete er in der Verwaltung. 1945 trat er der SPD bei; ab 1946 gehörte er dem Vorstand der Jungsozialisten in Lübeck an und wurde 1949 deren Vorsitzender sowie Mitglied im SPD-Kreisvorstand Lübeck. An einer Heimvolkshochschule studierte er von Mai 1947 bis März 1948 Philosophie und Geschichte.
Von August 1949 bis Juli 1951 absolvierte Riegel ein Redaktionsvolontariat bei der Lübecker Freien Presse und arbeitete ab 1951 als Redakteur bei der Zeitung. Im selben Jahr wurde er in die Lübecker Bürgerschaft gewählt. Der Bürgerschaft gehörte er bis zu seinem Tod an.
1954 wurde Riegel im Landtagswahlkreis Lübeck-Mitte in den Landtag Schleswig-Holsteins gewählt. 1958 und 1962 zog er über die SPD-Landesliste in den Landtag ein und gehörte ihm bis 1967 an. Er war Mitglied in den Ausschüssen für Arbeit und Aufbau, für Verfassung und Geschäftsordnung, für Heimatvertriebene, für Gesundheit und im Verkehrsausschuss. Von 1954 bis 1962 gehörte er dem Landeswahlausschuss an.
Riegel war Mitglied der IG Druck und Papier.